# 王振宇 (外交官)
王振宇（？—），男，中华人民共和国外交官，曾任中华人民共和国外交部发言人、中华人民共和国驻长崎总领事、国务院台湾事务办公室主任。

## 生平
王振宇曾任外交部新闻司副司长，1984年任外交部发言人。1985年4月，出任中华人民共和国驻长崎总领事。1988年10月，自驻长崎总领事离任。后任国务院台湾事务办公室主任、新华社香港分社台湾事务部部长。